# Midebdo
Pour le département, voir Midebdo (département).
Midebdo, également orthographié Midèbdo, est un village et le chef-lieu du département et la commune rurale de Midebdo, situé dans la province du Noumbiel et la région du Sud-Ouest au Burkina Faso.

## Géographie
Midebdo est situé à environ 30 km au sud de Gaoua, la ville burkinabè la plus importante de l'extrémité méridionale du pays, et à 22 km à l'ouest de Batié, le chef-lieu de la province.
La commune est traversée par la route régionale 8 menant à Batié et se trouve à 5 km au nord de la frontière ivoirienne.

## Santé et éducation
Midebdo accueille un centre de santé et de promotion sociale (CSPS) tandis que le centre médical avec antenne chirurgicale (CMA) de la province se trouve à Batié.
La commune possède une école primaire avec trois classes.